# 馬光 (隋)
馬 光（ば こう、生没年不詳）は、中国の隋の儒学者。字は栄伯。本貫は武安郡。

## 経歴
若くして学問を好み、師に従って数十年、河図洛書や讖緯を通覧し、三礼に最も明るかった。隋の開皇初年、文帝楊堅が山東の義学の士を召し出すと、馬光は張仲譲・孔籠・竇士栄・張黒奴・劉祖仁らとともに上京し、そろって太学博士に任じられ、当時の人に六儒と号された。しかしみな言動が粗野であり、規範がなかったため、朝廷の尊ぶところとならなかった。竇士栄はまもなく病死し、張仲譲はほどなく郷里に帰って処刑され、孔籠・張黒奴・劉祖仁もほどなく譴責を受けて去った。ひとり馬光のみが残った。ときに文帝が釈奠のために国子学に幸し、王公以下が集まった。馬光が座に上って礼を講義すると、当時の碩学の儒者たち十数人が次々と論難した。これに対する馬光の応答は細論的で明快でなく、すぐれた弁論であるとはいえなかったが、その解説が豊富な内容を含んでいたため、儒者たちにもその価値を判断できず、みな感服するばかりであった。山東の三礼学者は熊安生から後は馬光ただひとりを宗師としたとされる。数年後、母が死去し、服喪のために郷里に帰った。病のため自邸で死去した。享年は73。

## 伝記資料
- 『隋書』巻75 列伝第40
- 『北史』巻82 列伝第70